# Dorothé Wassenberg
Dorothea W. (Dorothé) Wassenberg-Welp (Loenen, 2 juni 1943 - Amsterdam, 27 maart 2009) was een Nederlandse politica voor de Partij van de Arbeid.

## Politieke loopbaan
Wassenberg werd in 1974 gemeenteraadslid in IJsselstein en was er van 1979 tot 1988 wethouder. In 1988 werd ze benoemd tot burgemeester van Schoonhoven. In 2003 kreeg Wassenberg longkanker en moest ze haar werk staken. In 2005 keerde ze terug, om aan het eind van het jaar alsnog om persoonlijke redenen afscheid te nemen. Ze werd kort voor haar afscheid benoemd tot ereburger van de Zilverstad.